# داریو بارلوتزی
داریو بارلوتزی (انگلیسی: Dario Barluzzi; ۶ سپتامبر ۱۹۳۵ – ۱۳ اکتبر ۲۰۲۱) بازیکن فوتبال اهل ایتالیا بود.
از باشگاه‌هایی که در آن بازی کرده‌است می‌توان به باشگاه فوتبال اینتر میلان، باشگاه فوتبال آ.ث. میلان، باشگاه فوتبال وارزه، و باشگاه فوتبال کاتانیا اشاره کرد.